# SS Penola
El SS Perth, anteriormente SS Penola, fue un buque de vapor de 350 toneladas operado por la Adelaide Steamship Company. El Penola se hizo famoso por embestir y hundir al SS City of Launceston, un buque de vapor de pasajeros, en la bahía de Port Phillip el 19 de noviembre de 1865. Rebautizado Perth, el vapor encalló y naufragó frente a Point Cloates, en Australia Occidental, el 17 de septiembre de 1887.